# غرداب دو (قيلاب)
غرداب دو (بالفارسية: گردآب دو) هي قرية تقع في قسم قيلاب الريفي، بمقاطعة أنديمشك التابعة لمحافظة خوزستان، إيران. يقدر عدد سكانها بـ 76 نسمة حسب الإحصاء السكاني الذي تمّ في عام 2006.